# Liga de Voleibol Superior Masculino 1985
La Liga de Voleibol Superior Masculino 1985 si è svolta nel 1985: al torneo hanno partecipato 16 franchigie portoricane e la vittoria finale è andata per la sesta volta ai Changos de Naranjito.

## Regolamento
La competizione vede le sedici franchigie partecipanti affrontarsi senza un calendario rigido fino ad arrivare a ventotto incontri ciascuna:
- Le prime sei classificate accedono ai play-off scudetto, dove vengono accoppiate col metodo della serpentina, strutturati in quarti di finale al meglio delle cinque gare, semifinali e finale al meglio delle sette gare.
- Le squadre classificate dal settimo al decimo posto accedono agli spareggi per i play-off scudetto, dove vengono accoppiate col metodo della serpentina, e si sfidano al meglio delle tre gare per decretare le ultime due partecipanti alla post-season.

## Squadre partecipanti[1]
| - Bucaneros de Arroyo - Caciques de Mayagüez - Cafeteros de Yauco - Caribes de San Sebastián - Changos de Naranjito - Criollos de Caguas - Delfines de Trujillo - Gigantes de Adjuntas | - Guayacanes de Guayanilla - Leones de Ponce - Mets de Guaynabo - Leñeros de Lares - Plataneros de Corozal - Playeros de San Juan - Tigres de Ensenada - Vaqueros de Bayamón |

## Campionato

### Regular season

#### Classifica[1]
| Pos. | Squadra                  | Pt | G  | V  | P  | SV | SP | Ratio | PF | PS | Ratio |
| ---- | ------------------------ | -- | -- | -- | -- | -- | -- | ----- | -- | -- | ----- |
| 1    | Changos de Naranjito     | 54 | 28 | 27 | 1  |    |    |       |    |    |       |
| 2    | Plataneros de Corozal    | 48 | 28 | 24 | 4  |    |    |       |    |    |       |
| 3    | Caribes de San Sebastián | 44 | 27 | 22 | 5  |    |    |       |    |    |       |
| 4    | Guayacanes de Guayanilla | 44 | 28 | 22 | 6  |    |    |       |    |    |       |
| 5    | Mets de Guaynabo         | 38 | 28 | 19 | 9  |    |    |       |    |    |       |
| 6    | Delfines de Trujillo     | 36 | 28 | 18 | 10 |    |    |       |    |    |       |
| 7    | Cafeteros de Yauco       | 30 | 27 | 15 | 12 |    |    |       |    |    |       |
| 8    | Leñeros de Lares         | 30 | 28 | 15 | 13 |    |    |       |    |    |       |
| 9    | Criollos de Caguas       | 22 | 27 | 11 | 16 |    |    |       |    |    |       |
| 10   | Tigres de Ensenada       | 20 | 28 | 10 | 18 |    |    |       |    |    |       |
| 11   | Gigantes de Adjuntas     | 18 | 28 | 9  | 19 |    |    |       |    |    |       |
| 12   | Leones de Ponce          | 12 | 28 | 6  | 22 |    |    |       |    |    |       |
| 13   | Vaqueros de Bayamón      | 8  | 28 | 4  | 24 |    |    |       |    |    |       |
| 14   | Playeros de San Juan     | 6  | 26 | 3  | 23 |    |    |       |    |    |       |
| 15   | Bucaneros de Arroyo      | 6  | 28 | 3  | 25 |    |    |       |    |    |       |
| 16   | Caciques de Mayagüez     | 4  | 28 | 2  | 26 |    |    |       |    |    |       |

| Ai play-off scudetto | Agli spareggi per i play-off scudetto |

### Spareggi play-off

#### Risultati
|  | Gara di spareggio |                    |   |  |
|  |                   |                    |   |  |
|  | 7                 | Leñeros de Lares   | 2 |  |
|  | 10                | Criollos de Caguas | 0 |  |

|  | Gara di spareggio |                    |   |  |
|  |                   |                    |   |  |
|  | 8                 | Cafeteros de Yauco | 2 |  |
|  | 9                 | Tigres de Ensenada | 0 |  |

### Play-off[1]
|  | Quarti di finale | Quarti di finale      | Quarti di finale         |                       |                          | Semifinali            | Semifinali | Semifinali |  |  | Finale | Finale               | Finale |
|  |                  |                       |                          |                       |                          |                       |            |            |  |  |        |                      |        |
|  | 1                | Changos de Naranjito  | 3                        |                       |                          |                       |            |            |  |  |        |                      |        |
|  | 8                | Leñeros de Lares      | 0                        |                       |                          |                       |            |            |  |  |        |                      |        |
|  | 8                | Leñeros de Lares      | 0                        |                       | 1                        | Changos de Naranjito  | 4          |            |  |  |        |                      |        |
|  |                  |                       |                          |                       | 1                        | Changos de Naranjito  | 4          |            |  |  |        |                      |        |
|  |                  | 4                     | Guayacanes de Guayanilla | 0                     |                          |                       |            |            |  |  |        |                      |        |
|  | 4                | 4                     | Guayacanes de Guayanilla | 0                     | Guayacanes de Guayanilla | 3                     |            |            |  |  |        |                      |        |
|  | 4                |                       |                          |                       | Guayacanes de Guayanilla | 3                     |            |            |  |  |        |                      |        |
|  | 5                | Mets de Guaynabo      | 0                        |                       |                          |                       |            |            |  |  |        |                      |        |
|  |                  |                       |                          |                       |                          |                       |            |            |  |  | 1      | Changos de Naranjito | 4      |
|  |                  |                       | 2                        | Plataneros de Corozal | 3                        |                       |            |            |  |  |        |                      |        |
|  | 2                | Plataneros de Corozal | 3                        |                       |                          |                       |            |            |  |  |        |                      |        |
|  | 7                | Cafeteros de Yauco    | 0                        |                       |                          |                       |            |            |  |  |        |                      |        |
|  | 7                | Cafeteros de Yauco    | 0                        |                       | 2                        | Plataneros de Corozal | 4          |            |  |  |        |                      |        |
|  |                  |                       |                          |                       | 2                        | Plataneros de Corozal | 4          |            |  |  |        |                      |        |
|  |                  | 3                     | Caribes de San Sebastián | 1                     |                          |                       |            |            |  |  |        |                      |        |
|  | 3                | 3                     | Caribes de San Sebastián | 1                     | Caribes de San Sebastián | 3                     |            |            |  |  |        |                      |        |
|  | 3                |                       |                          |                       | Caribes de San Sebastián | 3                     |            |            |  |  |        |                      |        |
|  | 6                | Delfines de Trujillo  | 0                        |                       |                          |                       |            |            |  |  |        |                      |        |